# Aulococalyx lamprophylla
Espèce
Aulococalyx lamprophylla K.Krause est une espèce de plantes tropicales de la famille des Rubiaceae. Cette plante se retrouve généralement dans la forêt du bassin du Congo (le deuxième massif forestier tropical après la forêt amazonienne) et plus particulièrement, dans la région correspondant à celle du Cameroun.